# Il bandito dagli occhi azzurri
Il bandito dagli occhi azzurri è un film del 1980, diretto da Alfredo Giannetti.
Protagonisti Franco Nero e Dalila Di Lazzaro, la pellicola segnò l'esordio come attore di Fabrizio Bentivoglio.

## Trama
Renzo Dominici è un contabile di un'azienda di Genova, all'apparenza zoppo e cagionevole di salute; in realtà egli sta fingendo di esserlo allo scopo di poter effettuare una rapina nell'azienda senza essere riconosciuto, e per camuffarsi usa mettere una zeppa nella scarpa per claudicare, una parrucca castana e lenti a contatto marroni per nascondere i suoi occhi azzurri.
Nei giorni precedenti il colpo Renzo viene a contatto prima con Riccardo, un ragazzo omosessuale che lavora in una sauna, e dopo che lui lo ha scoperto a rubare nel suo portafogli, si innamora di lui e lo segue, riuscendo a riconoscerlo dal profumo, e successivamente con Stella, la giovane e avvenente cameriera della mensa della ditta dove lui lavora, annoiata dal ménage che intrattiene col capo della mensa e con un altro aiutante, che tenta di sedurlo venendo tuttavia respinta.
Renzo organizza la rapina in tutti i dettagli, compresa la fuga dall'Italia, corrompendo anche un addetto del porto per imbarcarsi su una nave da trasporto che farà rotta su Panama. Il giorno in cui in azienda è presente una grande quantità di denaro Renzo effettua la rapina a viso coperto, rubando dalla cassaforte la cifra di due miliardi di lire, lasciando cadere intenzionalmente gli occhiali da sole e scoprendo così gli occhi, che per la loro particolarità diventano una specie di leggenda per i media ed il bandito da quel momento viene definito "il bandito dagli occhi azzurri".
La polizia all'inizio brancola nel buio, ma, a causa di alcuni imprevisti, alcune persone che conoscono Renzo iniziano a sospettare di lui ed a metterne in pericolo la copertura: durante la fuga attraverso i sotterranei, dove Stella sta amoreggiando con il suo amante, gli cade un accendino che viene raccolto da lei, e, ricordando di averlo visto nel suo ufficio quando era andata a portargli il pranzo, lo riferisce al capo della mensa; insieme vanno a cercare indizi nel suo ufficio ma vengono visti da Renzo che da quel momento cercherà di eliminarli: il primo morirà rinchiuso nella cella frigorifera, mentre la ragazza verrà risparmiata dopo essere stata tramortita.
Altre due persone sono al corrente della sua responsabilità nella rapina: una delle guardie giurate dell'azienda, che lo ha identificato grazie ai gemelli della sua camicia che indossava anche durante l'azione, che, dopo avere perquisito la sua casa, pretende una parte del bottino ma Renzo lo ucciderà prima di andare a recuperare il denaro. Il secondo è Riccardo che lo ha riconosciuto dopo averlo visto togliersi gli occhiali nella sauna, senza però riferirlo alla polizia, che lo ha fermato come sospetto, e tentando parimenti, con l'aiuto di due complici, di rubargli il maltolto ma Renzo riuscirà a neutralizzarli prima di fuggire.
L'ultimo imprevisto è rappresentato dalla madre, ricoverata in una clinica psichiatrica e che lui ogni tanto va a trovare, che vedendo sul giornale l'identikit del bandito, lo riconosce subito come il figlio davanti alla suora infermiera, la quale avverte subito la polizia dando il nome e il cognome dell'uomo ma Renzo, utilizzando un passaggio segreto presente nella sua casa, riesce ad allontanarsi prima di essere catturato, riuscendo ad imbarcarsi sulla nave per Panama e, nell'ultima scena, svegliandosi sul ponte, riceve la colazione da un marinaio, ricompensandolo con una generosa mancia.

## Produzione
Film rientrante nel filone poliziottesco (in quel periodo giunto quasi al capolinea) vide come produttore lo stesso protagonista Franco Nero assieme ad Enzo Doria.
Gli esterni furono completamente girati a Genova, città in cui la pellicola è ambientata, mentre gli interni furono realizzati a Roma.

## Distribuzione
Il bandito dagli occhi azzurri fu distribuito nel circuito cinematografico italiano il 7 agosto 1980.